# Morgan (Wisconsin)
Morgan – miasto w Stanach Zjednoczonych, w stanie Wisconsin, w hrabstwie Oconto.